# Columbaves
Columbaves es un clado que contiene a Columbimorphae (palomas, mesitos y ganas) y a Otidimorphae (avutardas, cucos y turacos) descubierto tras análisis genómicos por Richard Prum y colaboradores en el año 2015. Esto entró en conflicto con la hipótesis de los grupos Columbea y Otidae, de los cuales Mirandornithes es el taxón hermano de Columbimorphae y Cypselomorphae el taxón hermano tdeOtidimorphae, respectivamente, encontrado por Erich Jarvis y colaboradores en el 2014. Por otra parte, ninguna de estas hipótesis respaldó la subdivisión de Neoaves en Metaves y Coronoaves como algunos estudios anteriores habían postulado.
|  | Musophagiformes                                              |
|  |                                                              |
|  | \| \| Otidiformes \| \| \| \| \| \| Cuculiformes \| \| \| \| |
|  |                                                              |
|  | Otidiformes                                                  |
|  |                                                              |
|  | Cuculiformes                                                 |
|  |                                                              |

|  | Otidiformes  |
|  |              |
|  | Cuculiformes |
|  |              |

|                 | Columbiformes                                                         |
|                 |                                                                       |
| Pteroclimesites | \| \| Mesitornithiformes \| \| \| \| \| \| Pterocliformes \| \| \| \| |
|                 | \| \| Mesitornithiformes \| \| \| \| \| \| Pterocliformes \| \| \| \| |
|                 | Mesitornithiformes                                                    |
|                 |                                                                       |
|                 | Pterocliformes                                                        |
|                 |                                                                       |

|  | Mesitornithiformes |
|  |                    |
|  | Pterocliformes     |
|  |                    |

|  | Musophagiformes                                              |
|  |                                                              |
|  | \| \| Otidiformes \| \| \| \| \| \| Cuculiformes \| \| \| \| |
|  |                                                              |
|  | Otidiformes                                                  |
|  |                                                              |
|  | Cuculiformes                                                 |
|  |                                                              |

|  | Otidiformes  |
|  |              |
|  | Cuculiformes |
|  |              |

|                 | Columbiformes                                                         |
|                 |                                                                       |
| Pteroclimesites | \| \| Mesitornithiformes \| \| \| \| \| \| Pterocliformes \| \| \| \| |
|                 | \| \| Mesitornithiformes \| \| \| \| \| \| Pterocliformes \| \| \| \| |
|                 | Mesitornithiformes                                                    |
|                 |                                                                       |
|                 | Pterocliformes                                                        |
|                 |                                                                       |

|  | Mesitornithiformes |
|  |                    |
|  | Pterocliformes     |
|  |                    |

Heiner Kuhl y colaboradores llevaron a cabo un estudio molecular en el 2020 en 429 especies y 379 géneros de aves encontrando respaldo para Columbaves. Sin embargo, establecieron que los cucos serían el grupo hermano de las palomas dentro de Columbimorphae.
|  | Musophagiformes |
|  |                 |
|  | Otidiformes     |
|  |                 |

|  | Columbiformes |
|  |               |
|  | Cuculiformes  |
|  |               |

|  | Mesitornithiformes |
|  |                    |
|  | Pterocliformes     |
|  |                    |

|  | Columbiformes |
|  |               |
|  | Cuculiformes  |
|  |               |

|  | Mesitornithiformes |
|  |                    |
|  | Pterocliformes     |
|  |                    |

|  | Musophagiformes |
|  |                 |
|  | Otidiformes     |
|  |                 |

|  | Columbiformes |
|  |               |
|  | Cuculiformes  |
|  |               |

|  | Mesitornithiformes |
|  |                    |
|  | Pterocliformes     |
|  |                    |

|  | Columbiformes |
|  |               |
|  | Cuculiformes  |
|  |               |

|  | Mesitornithiformes |
|  |                    |
|  | Pterocliformes     |
|  |                    |